# حظر الكحوليات في آيسلندا
دخل الحظر الكحوليات في آيسلندا حيز التنفيذ في عام 1915 واستمر، إلى حد ما، حتى 1 مارس 1989 (منذ الاحتفال بيوم البيرة "). حظر الحظر في الأصل جميع أنواع الكحول، ولكن اعتبارًا من عام 1922 تم تقنين النبيذ وفي عام 1935 تم تقنين جميع المشروبات الكحولية باستثناء البيرة التي تحتوي على أكثر من 2.25 ٪ من الكحول. كما هو الحال في العديد من الولايات الأخرى التي تم حظرها، "كان تخمير المشروبات الكحولية وتهريبها على نطاق واسع أثناء الحظر".
وفقًا لإحدى الدراسات، «وُجد أن معارضة البيرة في أيسلندا أقوى بين أعضاء ألثينغي من المناطق الريفية والأحزاب الاشتراكية التقليدية. كانت الحجة الأكثر تأثيرًا ضد البيرة وحدها هي أن المراهقين معرضون بشكل خاص لإغراء شرب الجعة. أشار معارضو حظر البيرة في ألثينغي إلى الطبيعة الغريبة للقانون الذي يسمح بتناول المشروبات الكحولية القوية ولكنه يحظر المشروبات الأضعف. أدت سياسات الكحول الأكثر ليبرالية إلى زيادة إجمالي كمية الكحول المستهلكة في آيسلندا في السنوات الأخيرة».

## تاريخ
في استفتاء عام 1908، صوت الآيسلنديون لصالح حظر جميع المشروبات الكحولية، ودخل حيز التنفيذ في 1 يناير 1915. وفي عام 1921 تم رفع الحظر جزئيًا بعد أن رفضت إسبانيا شراء صادرات آيسلندا الرئيسية، الأسماك، ما لم تشتري آيسلندا النبيذ الإسباني. ثم تم تعديل الحظر بعد استفتاء عام 1935 لصالح تقنين الأرواح. ومع ذلك، لم يتم تضمين البيرة القوية (التي تحتوي على نسبة كحول تزيد عن 2.25٪) في تصويت عام 1935 من أجل إرضاء حركة الاعتدال - الذي جادل بأن البيرة ستؤدي إلى مزيد من الفساد، لأنها أرخص من المشروبات الروحية.
نظرًا لأن السفر الدولي أعاد الاتصال بالأيسلنديين مع البيرة، فقد تم نقل فواتير إضفاء الشرعية عليها بانتظام في البرلمان الأيسلندي، ولكن تم إسقاطها لأسباب فنية. خسر الحظر المزيد من الدعم في عام 1985، عندما منع وزير العدل والشؤون الكنسية (وهو نفسه من تيتوتال) الحانات من إضافة روح قانونية إلى البيرة غير الكحولية القانونية (التي يطلق عليها الآيسلنديون اسم «بيلسنر») لعمل تقليد فعال للبيرة القوية. بعد فترة وجيزة، اقتربت البيرة من التقنين في البرلمان - صوت إقبال كامل من مجلس الشيوخ في البرلمان الأيسلندي بـ 13 مقابل 8 للسماح بالمبيعات، وإنهاء الحظر في البلاد.

## يوم البيرة
بعد انتهاء الحظر، احتفل بعض الآيسلنديين بيوم البيرة في 1 مارس. قد يشارك بعض الأشخاص في «رنتور» (زحف البار)، مع بقاء بعض الحانات مفتوحة حتى الساعة 4:00 صباح اليوم التالي. لا يزال إضفاء الشرعية على البيرة حدثًا ثقافيًا مهمًا في أيسلندا حيث أصبحت البيرة أكثر المشروبات الكحولية شعبية.

## روابط خارجية
- مجلس السياحة الآيسلندي